# Емери (Јута)
Емери (енгл. Emery) град је у америчкој савезној држави Јута.

## Демографија
По попису из 2010. године број становника је 288, што је 20 (-6,5%) становника мање него 2000. године.
| Група             | 2000.       | 2010.       |
| Белци             | 298 (96,8%) | 273 (94,8%) |
| Афроамериканци    | 0 (0,0%)    | 0 (0,0%)    |
| Азијати           | 0 (0,0%)    | 3 (1,0%)    |
| Хиспаноамериканци | 3 (1,0%)    | 9 (3,1%)    |
| Укупно            | 308         | 288         |